# Казимир Жевуський
Казимир Северин Жевуський (пол. Kazimierz Seweryn Rzewuski; 1750 — 7 липня 1820, Львів) — граф, польський аристократ гербу Кривда, урядник, масон, депутат сейму Речі Посполитої.

## Біографія
З 11 квітня 1774 року був писарем польним коронним. Брав участь у Чотирирічному сеймі (1788—1792), командувач п'ятого піхотного полку коронного в 1792 році. Був жидачівським старостою, також членом Постійної Ради з 1782 по 1784 роки. У 1819 році одержав титул графа.

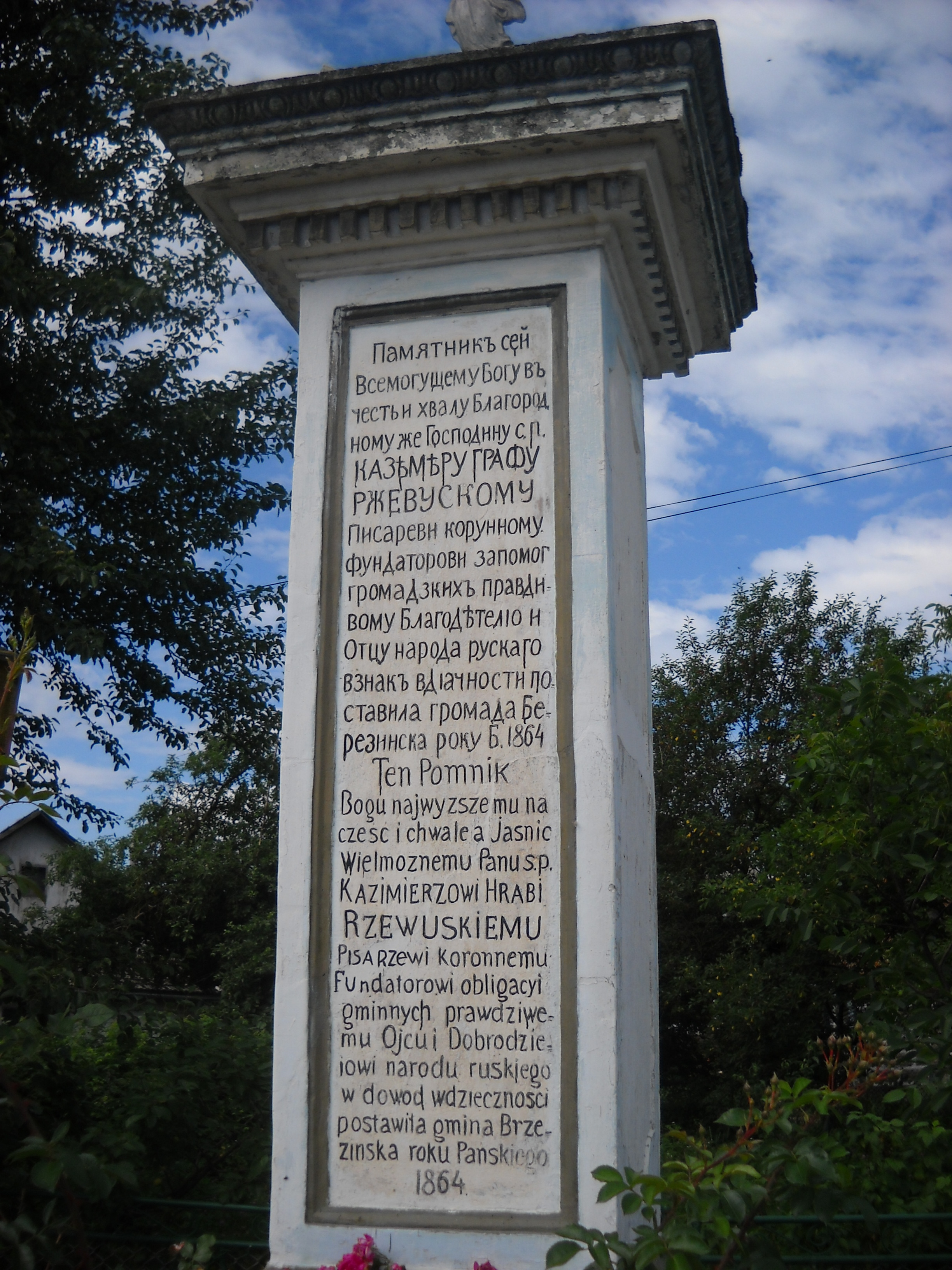
Пам'ятник Казимиру Жевуському від громади села Березина

У 1784 році був великим наглядачем ложі Великого Сходу Королівства Польського і Великого князівства Литовського, членом ложі Храм Ісіди, членом Об'єднання прихильників урядової конституції. Був нагороджений орденом Святого Станіслава у 1775 році.
У 1790 році став генерал-лейтенантом, був відзначений орденом Білого Орла, у 1817 році був комісаром Галицького станового сейму, членом монашого лицарського ордену іоаннітів.
Рід Жевуських мав у своїх володіннях село Березина, де Казимиру був встановлений пам'ятний знак-подяка з наступним надписом:
| Пам'ятник сей всемогущому Казьмиру Графу Ржевуцькому, писареви корунному, Фундаторови запомог громадзкихь, правдивому Благодателю и Отцу народа рускаго взнакь вдячности поставила громада Березинська Року Б. 1864Оригінальний текст (пол.) Ten Pomnik Bogu najwyższe mu na cześć i chwale a Jasnic Wielmożnemu Panu s.p. Kazimierzowi Hrabi Rzewuskiemu pisarzowi koronnemu Fundatorowi obligacyj gminnych prawdziwemu Ojcu Dobrodziejowi narodu ruskiego w dowód wdzięczności postawiła gmina Brzezińska roku Pańskiego, 1864. |
Також у його власності була велика кількість нерухомого майна, зокрема, у місті Львові — кам'яниця на площі Ринок, яка перебувала у власності роду до 1823 року.
Помер у Львові (тоді Австрійська імперія).